# An'ei
L'era An'ei (安永? lett. "tranquillità eterna") è l'era del Giappone (年号?, nengō,  lett. "nome dell'anno") che va dal novembre 1772 al marzo 1781. È preceduta dall'era Meiwa e seguita dall'era Tenmei. Gli imperatori regnanti furono Go-Momozono e Kōkaku. Lo shōgun in carica fu Tokugawa Ieharu.

## Il cambio di era
Nel mese di novembre del 1772 (安永元年?, An'ei gannen) il nome viene cambiato in An'ei in occasione dell'incoronazione dell'imperatore Go-Momozono, e nella speranza di distogliere l'attenzione dagli incendi e dei disastri naturali avvenuti sul finire dell'era Meiwa. L'era An'ei si conclude nel marzo 1781.

## Eventi dell'era An'ei
- 1775 (An'ei 4): una violenta epidemia colpisce il Giappone, causando circa 190.000 morti nella sola Edo.[3]
- 1775 (An'ei 4): il botanico svedese Carl Peter Thunberg arriva alla sede della Compagnia olandese delle Indie orientali a Dejima. in seguito al suo viaggio in Giappone scriverà il trattato di botanica Flora Japonica.[4]
- 1778 (An'ei 7): Kyoto viene colpita da un'inondazione.[3]
- 1778 (An'ei 7): un'eruzione del Sakurajima causa 16.000 morti nell'area di Kagoshima.[3]
- 1779 (An'ei 8): muore l'imperatore Go-Momozono, gli succede l'imperatore Kōkaku.
- 1779 (An'ei 8): l'antropologo e chirurgo Isaac Titsingh arriva a Dejima, come capo mandatario commerciale della Compagnia Olandese delle Indie Orientali. I suoi scritti così come quelli di Thunberg diedero la possibilità agli studiosi dell'epoca di avere una prospettiva unica sul Giappone, e vengono consultati ancora oggi.[5]
- 1780 (An'ei 9): una serie di forti piogge e inondazioni rendono necessario un intervento del governo nel Kantō.[3]